# 信頼できない語り手
信頼できない語り手（しんらいできないかたりて、英語: Unreliable narrator）は、小説や映画などで物語を進める手法の一つ（叙述トリックの一種）で、語り手（ナレーター、語り部）の信頼性を著しく低いものにすることにより、読者や観客を惑わせたりミスリードしたりするものである。

## 概要
この用語はアメリカの文芸評論家ウェイン・ブース（Wayne C. Booth）の1961年の著書『フィクションの修辞学』（The Rhetoric of Fiction）の中で初めて紹介され、語り手に関する議論において「一人称の語り手は信頼できない語り手である」との論が張られた。
信頼できない語り手の現れる語りは、普通一人称小説であるが、三人称小説の語り手も、限られた視点からの情報を語ることなどによって信頼できない語り手となることがある。読者が語り手を信頼できなくなる理由は、語り手の心の不安定さや精神疾患、強い偏見、自己欺瞞、記憶のあいまいさ、酩酊、知識の欠如、出来事の全てを知り得ない限られた視点、その他語り手が観客や読者を騙そうとする企みや、劇中劇、妄想、夢などで複雑に入り組んだ視点になっているなどがある。
語り手の信頼度には、『白鯨』の信頼の置けそうなイシュメールから、ウィリアム・フォークナーの『響きと怒り』における複数の語り手たち、ウラジーミル・ナボコフの『ロリータ』におけるハンバート教授まで大きな幅があるが、全ての語り手は一人称小説であれ三人称小説であれ、知識や知覚の限界があることから信頼できないともいえる。
語り手の陥っている状態は、物語の開始と同時にすぐ明らかになることもある。例えば、語り手の話す内容が最初から誤っていることが読者にも分かるようになっていたり、錯覚や精神病などである。この手法は物語をよりドラマチックにするため、劇中で明かされることが多いが、語り手の信頼できるか否かが最後まで明らかにされず、謎が残されたままの場合もある。

## 定義と理論的アプローチ
ウェイン・ブースは「信頼できない語り」に対して読者に焦点を置いた研究方法を公式化した初期の批評家であった。信頼できる語り手と信頼できない語り手を区別するのに、語り手の語りが社会の一般的な規範や価値観に準拠しているか、違反しているかどうかを根拠にしようとした。彼は「語り手が作品内の規範（それはいわば、暗黙の著者の持つ規範でもある）に対し、代弁していたり従っていたりするときは、語り手のことを信頼できると呼び、そうでない場合は信頼できないと呼んできた」と書いている。ピーター・J・ラビノウィッツ（Peter J. Rabinowitz）はブースによる定義を、個人的意見に必然的に左右される規範や倫理といった物語外部の事実によりかかりすぎると評している。ラビノウィッツは、信頼できない語り手に対する研究方法を次のように修正している。
信頼できない語り手というものがある（ブースを参照せよ）。信頼できない語り手は、しかしながら、単に「真実を言わない」語り手のことではない（フィクションの語り手が文字通りの真実を語ることなどあるだろうか？）。信頼できない語り手はうそを語ったり、情報を隠したり、物語の読者に関して判断を誤る人物であるというよりは、その述べることが、現実世界や著者の聞き手のもつ基準にとってではなく、語り手自身の物語の聞き手の基準にとって正しくないことを言う人物である。……言葉を替えると、すべてのフィクションの語り手は現実の模倣という点で誤っている。しかし本当のことを言う人の模倣である場合もあるし、うそをつく人の模倣である場合もある。」
ラビノウィッツの論の主な焦点はフィクションの中の言説の地位であり、事実性ではない。彼はあらゆる文学作品の受け手の役をする読者を4つに分類し、フィクション内の真実についての問題を論じている。
| 1. 実際の読者（Actual audience）                | 本を読む、肉体を持つ現実世界の人々                                                    |
| 2. 著者の読者（Authorial audience）             | 現実世界の著者が書くテクストの宛先である、架空の読者                                  |
| 3. 物語の読者（Narrative audience）             | 詳しい知識を所有する、模造された読者。 物語内の「語り手」に対する、物語内の「聞き手」 |
| 4. 理想の物語の読者（Ideal narrative audience） | 語り手の言うことを受け入れてくれる、批判的でない読者                                  |

ラビノウィッツは、「小説の本来の解読において、紹介される出来事は同時に「真実」であり「非真実」であると必ず扱われる。この二重性を理解する方法はたくさんあるが、それが生み出す四種類の読者を分析することを提案したい」と述べている。同様に、タマル・ヤコビ（Tamar Yacobi）は語り手が信頼できないかどうかを決める五つの基準のモデル（統合のメカニズム）を提案している。アンスガー・ニュニング（Ansgar Nünning）は、暗黙の著者の置いた仕掛けに依存したり、信頼できない語りについてのテキスト中心の分析をしたりする代わりに、語りの信頼できなさはフレーム理論（frame theory）の文脈や読者の認知戦略の文脈から新たに概念化できるという根拠を示している。信頼できない語りは、この観点からみれば読者がテキストに意味を持たせようという戦略、つまり語り手の叙述の不一致点を調和させようという戦略になる。ニュニングは個人の意見に左右される価値判断に依存して信頼性を判断することを効果的に排除している。

## 信頼できない語り手の例
信頼できない語り手を分類する試みには、ウィリアム・リガン（William Riggan）による1981年の研究がある。これは信頼の低い語りのなかでももっとも一般的な一人称視点の語り手に焦点を当てたものである。彼は次のような分類を行った。
悪党（Pícaro）
誇張や自慢の激しい語り手である。古代ローマの劇作家プラウトゥスの喜劇『ほらふき兵士』や、近世・近代の例としては『モル・フランダーズ』、『阿呆物語』、『詐欺師フェーリクス・クルルの告白』などが挙げられている。
狂人（Madman）
自我が不安に陥るのを防ぐために感情を抑圧したり、軽い解離や離人症に陥ったりするなど、防衛機制を働かせているだけの語り手もいれば、統合失調症や偏執病に陥るなど重度のパーソナリティ障害に陥っている語り手もある。自己疎外に陥っているフランツ・カフカの小説の語り手や、タフでシニカルな語りをすることで自分の感情を隠そうとするノワール小説やハードボイルドの語り手も含まれる。
道化（Clown）
自分の語りを真剣に受け止めず、対話や真実といったものを意識的にもてあそび、読者の期待を翻弄する語り手である。『トリストラム・シャンディ』の語り手が例に挙げられる。
世間知らず（Naïf）
ものごとの認知が未熟な語り手や、ものごとの認知に限界のある視点に立つ語り手などである。『ハックルベリー・フィンの冒険』や『ライ麦畑でつかまえて』の語り手が例に挙げられる。
嘘つき（Liar）
健全な認知力をもつ成熟した人物だが、過去の不穏当な行動や信用に傷をつけるような行動をあいまいにするため、わざと自分自身のことを事実を曲げて語るような語り手である。フォード・マドックス・フォードの『かくも悲しい話を… 情熱と受難の物語』が例として挙げられる。

### 読者を騙す語り手
読者や他の登場人物を騙そうとする人物は、信頼できない語り手である。
アガサ・クリスティの『アクロイド殺し』は、探偵と行動を共にする語り手の書いた手記という形式になっているが、実は語り手が犯人だったというトリックが成り立っている。語り手は嘘は書いていないものの、殺人を犯した決定的な瞬間は曖昧に書いている。こうしたトリック（叙述トリック）は、発表当時に一部からアンフェアだと批判されたが、現在ではよく利用されている。
日本では横溝正史の『蝶々殺人事件』『夜歩く』、高木彬光の『能面殺人事件』、栗本薫の『ぼくらの時代』などで「語り手（事件の記述者）＝犯人」という形式を採用している。
1995年の映画『ユージュアル・サスペクツ』では、警察に尋問される容疑者が「信頼できない語り手」となっている。容疑者は、カイザー・ソゼと呼ばれる謎の犯罪者の事件の詳細を語るが、映画の最後で、それらが即興ででっちあげたものであり、カイザー・ソゼの正体は彼自身であったことが示唆されて終わる。
『シャーロック・ホームズシリーズ』の主な語り手であるジョン・H・ワトスンは誠実な人物として描かれるが、事件の描写についての正確性をシャーロック・ホームズから疑問視される事がある。
ジーン・ウルフの『ケルベロス第五の首』では、異星人というSFの設定を用いて、正体を隠そうとする語り手を登場させている。

### 精神に問題のある語り手
知的障害や精神疾患のある語り手は、健常者とは違う表現をするため、結果的に「信頼できない語り手」になることがある。
ウィリアム・フォークナーの『響きと怒り』における複数の語り手の中には、知的障害を抱える人物が登場する。
映画『メメント』では、語り手は前向性健忘のため記憶を10分以上保てなくなっており、過去の出来事や自分の動機が何だったか、信頼できる方法で語ることが困難な状態である。またカットバックが多用されているため、何が真実なのか不明のままになっている。小説版では章の時系列が曖昧な構成になっている。
夢野久作の『ドグラ・マグラ』では、本人の自覚しない理由で、精神病院に入院している人物が主人公となっている。「自分が犯したかもしれない犯罪」を解決しようと努力する話であるが、「その物語自体が、発作による偽の記憶であるかもしれない」ことが示唆されている。
江戸川乱歩の『孤島の鬼』の中盤に登場する日記では、生まれた直後から土蔵に閉じ込められて育てられた少女が書き手であり、一般知識の大きな欠落と別の異常環境要因が歪な記述となって現れており、「どうしてあの人には顔がひとつしかないの」といった文が登場する。
H・P・ラヴクラフトによる『クトゥルフ神話』では、恐怖に晒されて正気を失った一人称の語り手を起用することが多く、これらの語り手を信頼できなくすることで謎を謎のまま残している。また語り手が自分の見た出来事を超自然的に解釈することを堅く拒み通すものの、最後に恐ろしいものに直面したことを認めざるを得なくなる、という手法をしばしば使っている。
映画『ジョーカー』では、主人公のアーサー・フレックの視点で物語が進むが、途中で、アーサーが体験したはずの出来事の一部が妄想であったことが明らかになる。また、物語終盤は精神病院に収容されたアーサーの場面となり、ますます事実と妄想の境界線が曖昧になったまま終わる。

### 子供の語り手
子供が語り手となる物語では、経験不足や判断力不足のため、「信頼できない語り手」になることがある。
1884年の『ハックルベリー・フィンの冒険』では、主人公ハックは未熟なためもあり、登場する人物達に対する判断は、実際以上に寛大なものになっている。ハックが作者の「マーク・トウェインさん」をとがめる場面もあり、作中人物と現実の作者が交錯している。逆に、『ライ麦畑でつかまえて』のホールデン・コールフィールドは、周りの人物達を酷評しがちである。

### 記憶のあいまいな語り手
精神疾患というほどでもないが、事故直後のショックや物忘れ、思い出したくない過去があるなど、あいまいな記憶を持つ人物が語り手になっている場合も、信頼できない語り手となることがある。
イギリスの小説家カズオ・イシグロは『日の名残り』などで、自分の人生や価値観を危うくするような過去の記憶から逃げている等、記憶を操作していたり記憶があいまいだったりする一人称の語り手を登場させ、最後には語り手が記憶と事実のずれに直面せざるを得なくなるような物語を多く書いている。
志駕晃の小説『ちょっと一杯のはずだったのに』では、主人公は、著しい酩酊のために、酩酊時の記憶が当人自身にも残っておらず殺人の有力容疑者となってしまう。しかも密室であったために、酩酊状態で密室を構築したのではないか、とまで疑われるが、当人は確信をもって否認できず、読者も、主人公が犯人かどうかわからないまま進行する。
吉村達也の小説『黒川温泉殺人事件』では、主人公は、事故に巻き込まれ頭部に打撲を負う。それ以後、記憶がまれに欠落するようになる。そして、「殺人を犯したかもしれない」と思い始め、それを告白して、周囲の混乱を招く。

### 複数の信頼できない語り手
複数いる語り手たちが私利私欲、個人的な偏見、恣意的な記憶のために全員信頼できないという作品もある。
映画『羅生門』や、その原作である芥川龍之介の『藪の中』では、ある武士の死について複数の人物が検非違使に証言をするが、各人の語る証言は詳細が異なり、それぞれが矛盾する内容になっている。『藪の中』が下敷きにしたアンブローズ・ビアスの『月光の道』もほぼ同様である。『羅生門』は海外でも高く評価され、各証人の発言が矛盾する事態を指す「羅生門効果」という用語も生まれた。
男女間の立場についての食い違いはモチーフとして広く取り上げられ、『ヒー・セッド　シー・セッド　彼の言い分　彼女の言い分』や『グリース』などでは、男性側と女性側とで自分たちの関係についての言い分が完全に食い違う。またさだまさしの歌う『検察側の証人』では、ある破局に対し全く異なる主張をする3人の語り手が、1・2・3番を歌う形を採っている。
湊かなえの小説『告白』では、登場人物達は作中で行われた事象を全て把握しているわけではなく、殺人事件の実情を被害者の母親である主人公は「主犯はともかく、直接手を下したもう一人の犯人には殺意はなかった」と思っていたのに対し、手を下した犯人は「殺意を持って殺した」としているといった錯誤がいくつもある。

### 三人称の信頼できない語り手
一人称の登場人物ではなく、ある登場人物に焦点を当てる一元視点の三人称小説（異質物語世界的）の語り手が、視点の限界から一種の信頼できない語り手と似た効果を生むとシュタンツェルは指摘する。また、物語を見回す全知の三人称の語り手も、重要な出来事を省略することによって読者や観客を騙す場合がある。
アンブローズ・ビアスの短編小説『アウルクリーク橋の出来事』（『ふくろうの河』）はその古い例で、語り手が述べるある男の物語は途中からすべて空想だったことが明らかになる。